# Humoristična povest
Humoristična povest je ena izmed pripovednoproznih form, v sorodstvu s humoresko, šaljivo zgodbo, satiro, grotesko, parodijo, pamfletom in drugimi. Smeh je po svoji naravi kratek, zato daljša pripovedna proza ni najprimernejša zanj. Komične scene se v njej izmenjavajo z resnimi.
Sinonim za slovenski humor je priimek Milčinski, najsi imamo v mislih očeta Frana (1867–1932) ali sina Franeta, radijskega »Ježka«. Humor se je v slovenski literaturi začel pojavljati z Linhartovima deloma Županova Micka in Matiček se ženi. 

## Humoristični avtorji
Slovenski
- Andrej Volkar (»satirična noveleta« Dijak v Luni, Zagreb, 1871);
- Rado Murnik (1895 je v Ljubljanski zvon objavil humoristični roman Groga in drugi, 1910 pa pri Slovenski matici »veselo novelo« Matajev Matija);
- Miroslav Malovrh (»vesela povest iz ljubljanske preteklosti« Zaljubljeni kapucin, 1910; »šaljiva povest« Skušnjave Tomaža Krmežljavčka, 1911, oboje objavljeno kot podlistek v Slovenskem narodu, potem pa še v samostojni knjigi);
- Damir Feigel (Pol litra vipavca, 1911);
- Vladimir Levstik (»satiričen roman« Višnjeva repatica, 1920);
- Fran Milčinski (humoristična in satirična knjiga Igračke, zbirka humorističnih črtic Drobiž, Muhoborci in novela Zločinci, Gospod Fridolin Žolna in njegova družina, Gospodična Mici idr.);
- Ivan Cankar (Pohujšanje v dolini šentflorjanski, 1931);
- Ivan Pucelj: Vesela pisarija, 1938
- Vladimir Bartol (Tržaške humoreske, 1957; Mangialupi in drugi, 2003);
- Evgen Jurič (Naša ulica, 1970; Pod prisego, 1990; Dame brez pižame, 1994);
- Slavko Kolar (Ali smo ali nismo, 1974);
- Miloš Mikeln (Zgaga vojvodine Kranjske, 1985);
- Marija Putrih (Smeh še ni prepovedan, 1988);
- Jurij Jamnik (Pasje življenje, 1991);
- Janko Mlakar (Kako je Trebušnik hodil na Triglav, 1907);
- Andrej Jelačin (Vesele in debele iz »karjole«, 1996);
- Igor Torkar (Satirični koledar: satirične pesmi in humoreske, 1992);
- Tone Partljič (Pisatelj v parlamentu, 1998);
- Janez Banič (Fakulteta za zrak, 1999);
- Franček Bohanec (Stovraga, 2004);
- Narte Velikonja (Humoreske in satire, 2004);
- Franjo Frančič (Barufa in kažin, 2005; Capodistria - Laibach, 2013);
- Branko Gradišnik (Strogo zaupno o Sloveniji, 2006; V senci pod zelenim zmajem, 2008);
- Darko Hederih (Svoj klavir pa menda že poznam, 2007);
- Borut Golob (Smreka bukev lipa križ: domačijska povest z motorno žago in srečnim koncem, 2009);
- Jani Mlakar (Hladen golaž s toplim pivom, 2009);
- Justina Strašek (Nasmejte se z mano, 2010);
- Marjan Leskovic (Strgača, 2010);
- Vladimir Brezavšček (Narobe prav, 2010);
- Žiga Valetič (Terapija na kubik: Blizu 2012 kratkih šal o religiji, psihoterapiji in ezoteriki, 2010; Humoreske, 2010);
- Andraž Arko, Jan Dominik Bogataj (Pod Prešercem: Satirična saga o domoljubju, 2010);
- Dragica Slana (Pogled v otroške duše, 2010);
- Fran Milčinski (Kako so si Butalci omislili pamet, 2011);
- Matjaž Brojan (Modrovine, 2011);
- Rudi Ringbauer (Moj prepir z Bogom, 2011);
- Samo Rubin (Urban, sodoben ati ali oči, 2011);
- Vinko Korošak (Ujemite Osamo bin Ladna, 2012);
- Toni Gašperič Njen zlati nasmeh, 2012);
- Sonja Grizila Nevrotična gospodinja, 2013);
- Pavle Borštnik Zgodba iz vesolja, 2013);
- Milan Petek Levokov (Živalski parlament: humoreske in satire|Živalski parlament: humoreske in satire]], 2013);
- Matej Krajnc Gora Stipe: krimialpi(ni)stični romanesk, 2013);
- Ivan Bizjak Papige in zvonarji, 2013).

Tuji
- Branislav Nušić (Humoreske in satire, 1947);
- Stevan Sremac (Pop Ćira in pop Sira, 1949);
- Jaroslav Hašek (Pustolovščine dobrega vojaka Švejka), 1951; Poveljnik Bugulme, 1976);
- Erazem Rotterdamski (Hvalnica norosti, 1952);
- Francois Rabelais (Gargantua in Pantagruel), 1953);
- Ilja Ilf in Evgenij Petrov (Zlato tele), 1956, 1974 (Zbirka Humor);
- Miguel de Cervantes Saavedra (Don Kihot, 1958);
- Laurence Sterne (Tristram Shandy, 1964);
- Claude Aveline (Živalski paradiž), 1966);
- Bertold Brecht (Posli gospoda Julija Cezarja, 1973);
- Marcel Ayme (Zelena kobila, 1974);
- Giovannino Guareschi (Don Camilo, 1974);
- Jerome Klapka Jerome (Trije možje se klatijo, 1974; Dnevnik romarja, 2007);
- Karl Čapek (Podpovesti, 1975);
- Mario Vargas Llosa (Pantaleon in tolažnice, 1975);
- Branko Ćopić (Človek, ne jezi se, 1976);
- Robert Louis Stevenson (izgubljeni mrtvec, 1976);
- Finn Soeborg (Lepo se nam godi, 1976);
- Piero Chiara (Delitev, 1977);
- Pelham Grenville Wodehouse (Hvala, Jeeves, 1978);
- Edgar Hilsenrath (Nacist in frizer, 1981);
- George Orwell (Živalske pravljice, 1982);
- Ephraim Kilston (Herkules in sedem mačkic, 1984; Tudi Abraham ne more nič za to, 2008);
- Titus Arbiter Petronius (Satirikon, 1987);
- Kurt Vonnegut (Hokus pokus, 1994);
- Mark Twain (Američan v Evropi, 2005; Slavni Skačižabec, 2006);
- James Thurber (Moje življenje in težki časi, 2008);
- Hictor Hugo Munro (Bizantinska omleta in druge zgodbe, 2008);
- Valeri Stefanov (Izgubljena osla, 2009);
- Paul Torday (Muharjenje v Jemnu, 2010);
- Jeff Kinney (The last straw, 2010);
- Kelly McKain (Mega moda, 2010; Duhovitost duhovnih 2, 2010);
- Roald Dahl (Moj striček Oswald, 2011);
- Patrick deWitt (The Sisters brothers, 2011);
- Adam Mansbach (Spravi se, jebenti, že spat!, 2011);
- Goscinny René Morris (The Dalton cousins, 2011);
- Daniel Defoe (Pristni Anglež, 2011);
- José Luis Alonso de Santos (Ljubezenske in šaljive slike al fresco), 2011;
- Čedomir Deletić (Tranzicijski utrinki, 2011; Mi smo ablast!: (730 novih šal), 2011; Bog ima smisel za humor, 2011);
- Josef García-Cascales (Humoristisches: Denn Humor ist auch Christlich, 2011);
- Sara Pennypacker (Klementina in pismo, 2011);
- Claire Fletcher (365 nasmejanih dni: Šale za otroke od 8. do 88. leta, 2011; Modre in hudomušne puščavskih očetov, 2011);
- Carlo M. Cipolla (Allegro ma non troppo, 2011);
- Jerome K. Jerome (Brezdelne misli brezdelnega človeka, 2011);
- Stefano Benni (Marjetka Sladkosnedka, 2011; Najboljše šale o zdravnikih in medicinskih sestrah, 2011);
- Justin King (Up for a laugh, 2012);

## Tipi humorja
Humor se odraža v kompleksnejših žanrih, kot so: satira, groteska, parodija, ki jih določajo jeza, kritika, ironija, resignativni nasmešek, sarkazem, na drugi strani pa so preprostejši: šala (vic, dovtip), burka, švank in burleska.
Tip humorja ni odvisen toliko od avtorja kot od snovi, ki si jo je izbral za smešenje. Nekateri motivi in družbeni sloji so primerni le za smešnice in šale oziroma za nizke oblike humornosti, npr. pijančevanje, vojaško življenje, lik tašče, fantovanje na vasi, drugi za humoreske. Vrste komike so še situacijska (nizka), kjer je v središču smešna situacija, karakterna, kjer so smešne osebe in njihov jezik in besedna, tukaj pa je bistveno smešno pripovedovanje. Humoristična literatura se odloča med dvema ponujenima tipoma glavne osebe: med tepčkom in zvitim porednežem, ki je povzročitelj smešnih situacij, norčav junak. 